# Gle Guasarang
Gle Guasarang är ett berg i Indonesien.   Det ligger i provinsen Aceh, i den västra delen av landet, 1 900 km nordväst om huvudstaden Jakarta. Toppen på Gle Guasarang är 99 meter över havet. Gle Guasarang ligger på ön Pulau Breueh.
Terrängen runt Gle Guasarang är huvudsakligen kuperad, men åt nordväst är den platt. Havet är nära Gle Guasarang åt nordväst.